# Hypagyrtis globulariae
Hypagyrtis globulariae là một loài bướm đêm trong họ Geometridae.